# Hadena eugrapha
Hadena eugrapha là một loài bướm đêm trong họ Noctuidae.